# Ausdauernder Lauch
Der Ausdauernde Lauch (Allium senescens), auch Berg-Lauch genannt, ist eine Pflanzenart aus der Gattung Lauch (Allium) in der Unterfamilie der Lauchgewächse (Allioideae) innerhalb der Pflanzenfamilie der Amaryllisgewächse (Amaryllidaceae). Er ist von Zentralasien bis Korea verbreitet und wird als Zierpflanze verwendet.

## Beschreibung

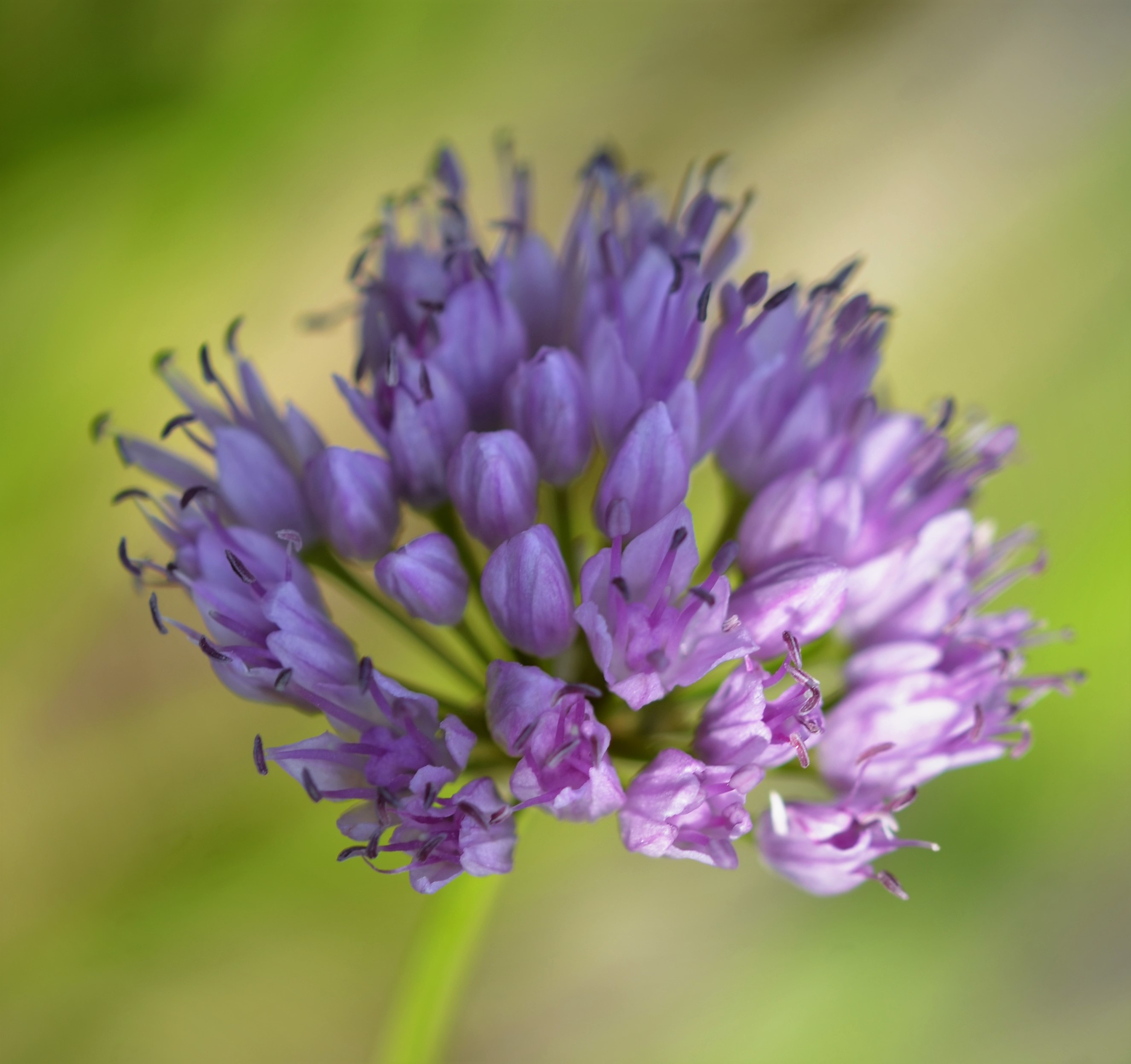
Blütenstand mit intensiver gefärbten Blüten

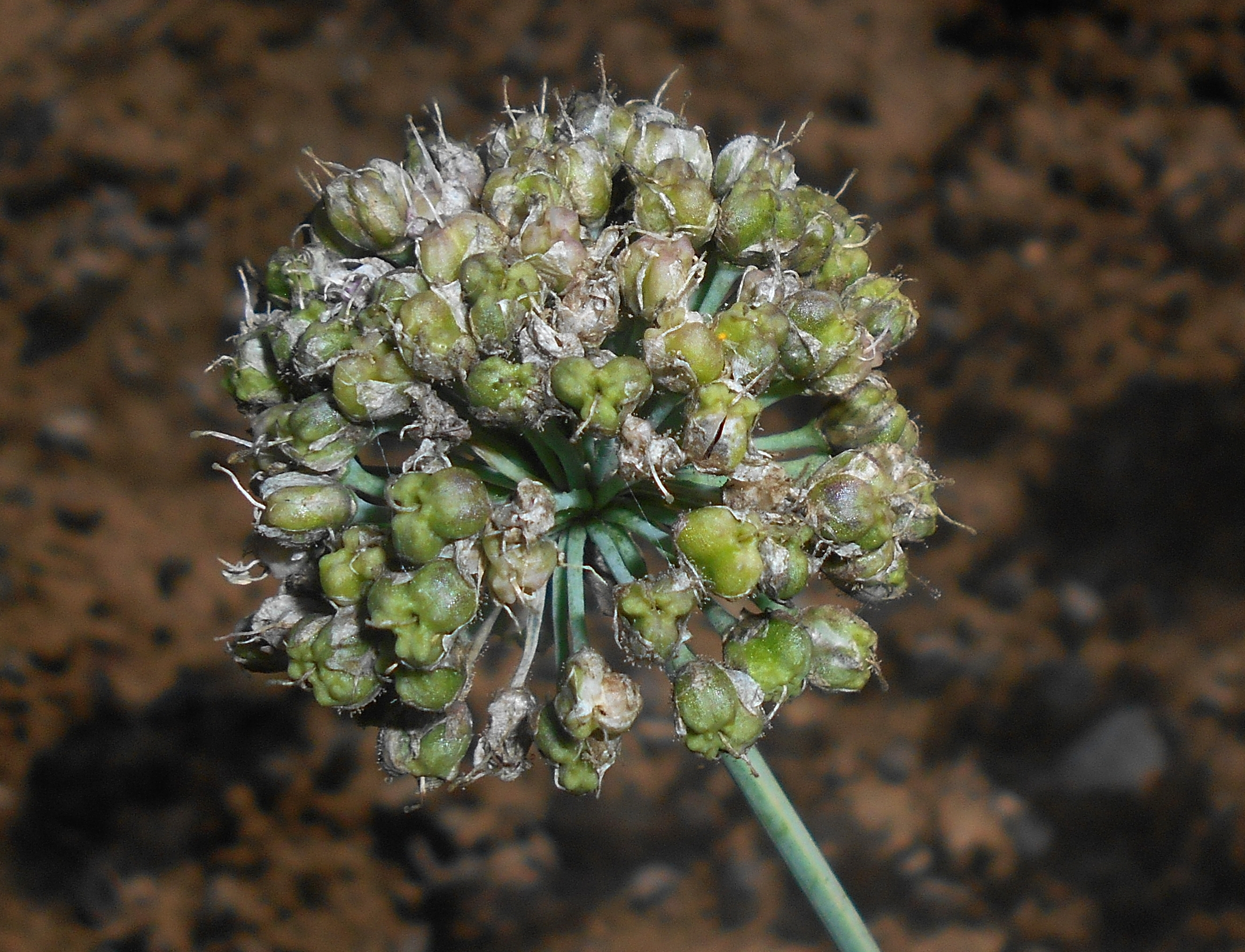
Fruchtstand mit unreifen Kapselfrüchten von Allium senescens subsp. glaucum

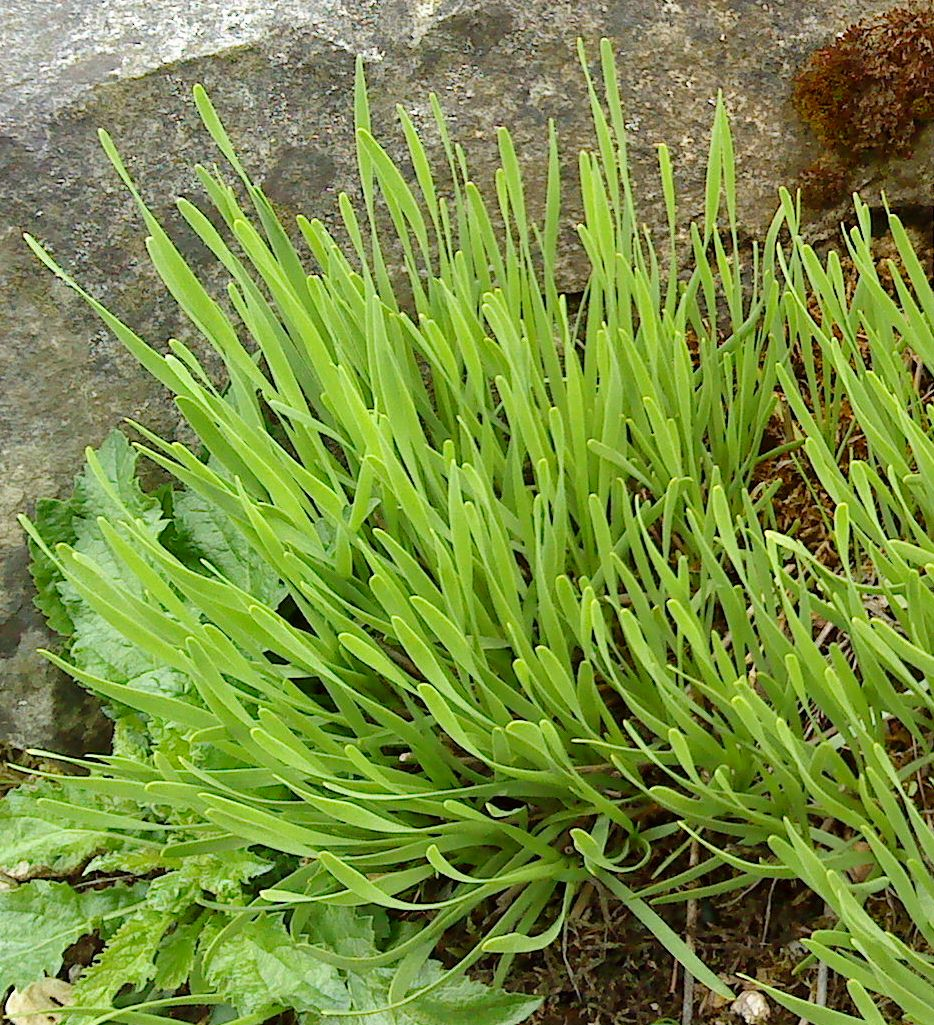
Laubblätter von Allium senescens subsp. senescens

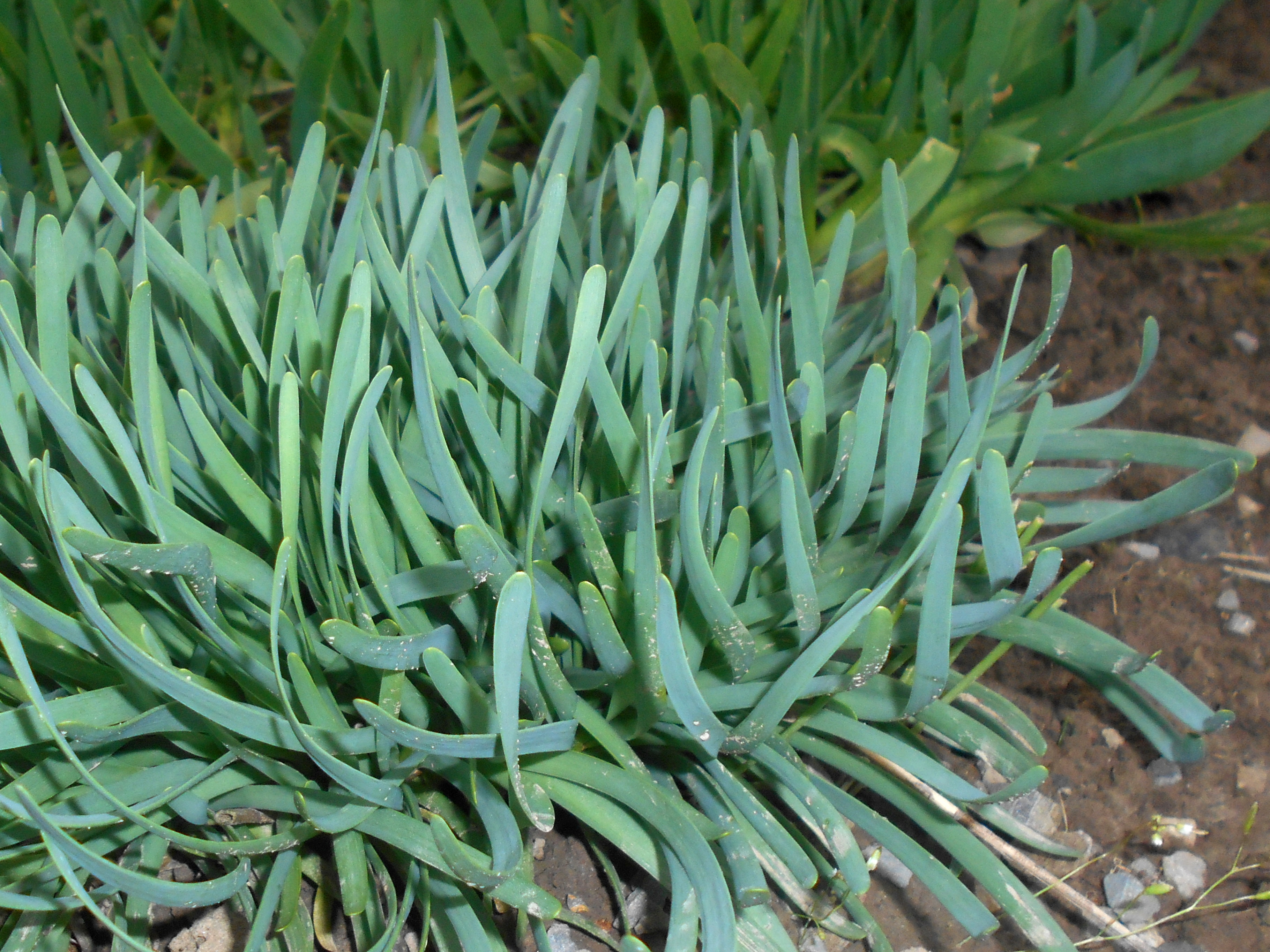
Laubblätter von Allium senescens subsp. glaucum

Der Ausdauernde Lauch ist formenreich und variabel in Wuchs, Laub und Intensität der Blütenfarbe.

### Vegetative Merkmale
Der Ausdauernde Lauch ist eine ausdauernde krautige Pflanze, die Wuchshöhen von 10 bis 60 Zentimetern erreicht. Die schmalen, flaschenförmigen, 1 bis 2 Zentimeter breiten Zwiebeln besitzen eine grau-schwarze, leicht gespaltene Hülle und sitzen meist zu mehreren dicht auf einem kurzen Rhizom.
Die vier bis neun einfachen, grundständigen, hell-grünen bis blau-grünen Laubblätter mit bodennahen Blattscheiden sind spiralförmig angeordnet, bei einer Länge von 4 bis 30 Zentimetern sowie einer Breite von 7 bis 10, selten bis zu 12 Millimetern breit-linealisch, manchmal leicht gefaltet, flach, mit stumpfem oberen Ende, unterseits leicht gerundet und nicht gekielt.

### Generative Merkmale
Die Blütezeit reicht in Mitteleuropa von Juni bis Juli. Der aufrechte Blütenstandsschaft ist 30 bis 60 Zentimeter lang, schmal geflügelt bis zweikantig. Der bei einem Durchmesser von 2 bis 5 Zentimetern halbkugelige bis kugelförmige, doldige Blütenstand ist von einem ausdauernden, zugespitzten, zwei- bis dreizipfligen Hüllblatt umgeben und enthält viele Blüten. Die Blütenstiele sind alle etwa gleich lang, zwei- bis dreimal so lang wie die Blütenhülle.
Die zwittrige Blüte ist dreizählig und becherförmig. Die rosafarbenen bis blass-roten, später weißlichen Blütenhüllblätter sind bei einer Länge von 4 bis 6 Millimetern elliptisch bis eiförmig. Die Staubblätter sind ungleich, die äußeren pfriemlich, die inneren schmal-dreieckig. Sie sind an der Basis verwachsen und überragen die Blütenhüllblätter um das 1,5-fache. Die drei Fruchtblätter sind zu einem oberständigen, kugelförmigen Fruchtknoten verwachsen. Der Griffel ist lang ausgestreckt.

### Chromosomensatz
Die Chromosomengrundzahl beträgt x = 8; es treten Diploidie mit einer Chromosomenzahl von 2n = 16 und Polyploidie mit Chromosomenzahlen von 32, (selten 40) und 48 auf.

## Unterscheidung eng verwandter Arten und Unterarten
Im Vergleich zum Ausdauernden Lauch hat der europäische Berg-Lauch (Allium lusitanicum) schmalere (bis 1 Zentimeter breite) Zwiebeln und aufrechtere, rinnige, nicht flache, schmalere (bis 3 Millimeter breite), fast immergrüne Laubblätter, flügellose, kürzere (bis 45 Zentimeter) Stängel und längliche bis lanzettliche, sich leicht verjüngende innere Blütenhüllblätter.
Sehr ähnlich, aber ebenfalls zierlicher als der Ausdauernde Lauch ist der eurasische Kanten-Lauch (Allium angulosum), dessen Laubblätter unterseits scharf gekielt sind. Die fernöstliche Lauchart Allium spirale erreicht Wuchshöhen von 20 bis 40 Zentimeter, hat spiralig gewundene Laubblätter und dunklere Blüten. Die Blütenstände der sibirische Lauchart Allium nutans sind meist größer (5 Zentimeter im Durchmesser) und entfalten sich bogig überhängend.
Die Unterart Allium senescens subsp. glaucum des Ausdauernden Lauchs bleibt niedrig und hat spiralig verdrehtes, blaugrünes, kräftigeres Laub als die hellgrüne Typusart Allium senescens ssp. senescens.

## Vorkommen
Der Ausdauernde Lauch ist von Kasachstan über den Altai und das Sajangebirge, das Mittelsibirische Bergland, Südsibirien, die Mongolei, die nordchinesischen Regionen Xinjiang und Innere Mongolei und die Mandschurei bis auf die Koreanische Halbinsel verbreitet. In Tschechien und dem westlichen Balkan gilt er als eingebürgert.
In seinem natürlichen Verbreitungsgebiet besiedelt der Ausdauernde Lauch vollsonnige Steppengebiete, nährstoffarme Trockenrasen, Salzwiesen, kiesige Stellen und trockene, steinige Berghänge in Höhenlagen von 500 bis 800 Metern.

## Systematik
Die Erstveröffentlichung von Allium senescens erfolgte 1753 durch Carl von Linné in Species Plantarum, Auflage 1, Band 1, S. 299. Das Artepithetum senescens bedeutet „ausdauernd“, „alt werdend“. Die Art Allium senescens gehört zur Sektion Rhizirideum G.Don ex Koch der Untergattung Rhizirideum (G.Don ex Koch) Wendelbo in der Gattung Allium. Allium senescens ist eng verwandt mit dem Berg-Lauch (Allium lusitanicum), dem Kanten-Lauch (Allium angulosum), Allium spirale und Allium nutans.
Allium senescens ist eine der taxonomisch komplizierten Allium-Arten. So unterscheidet die Flora of the USSR vier geographisch getrennte Unterarten, und zwar eine europäische, eine Altai-Sajan-, eine Transbaikal- und eine fernöstliche Unterart. Weitere Autoren beschrieben nach einer ähnlichen geographischen Unterteilung die folgenden Unterarten, die eine breitere Anerkennung erfuhren:
- Allium senescens L. subsp. senescens: Sie kommt in Kasachstan, in Sibirien östlich des Baikalsees, in der Mongolei und in der Mandschurei vor.[10]
- Allium senescens subsp. glaucum (Regel) Dostál: Sie kommt im Altai und Sajangebirge, in Sibirien westlich des Baikalsees und in der Mongolei vor. Neuere DNA-Analysen legen nahe, diese Unterart auszugliedern und als eigene, bereits 1809 von Carl Ludwig Willdenow beschriebene Art Allium baicalense Willd. anzuerkennen.[14]
- Allium senescens subsp. montanum (Pohl) Holub (Syn: Allium senescens subsp. lusitanicum (Lam.) Dostál): Sie kommt in Europa von der Ukraine bis Portugal vor und ist inzwischen als eigene, bereits 1783 von Jean-Baptiste de Lamarck beschriebene Art Berg-Lauch (Allium lusitanicum Lam.) anerkannt.[10]

## Verwendung
Der Ausdauernde Lauch wird zerstreut als Zierpflanze verwendet und eignet sich für Kiesgärten, Steingärten und Steppenpflanzungen an sonnigen, warmen Standorten mit durchlässigem Boden, besonders gut zusammen mit Thymian. Der Ausdauernde Lauch gilt als äußerst winterhart bis −51 °C (Zone 1).
Im Handel werden mehrere Sorten unter verschiedenen Namen angeboten. Diese Sorten sind schwer voneinander zu unterscheiden, da auch die Blütenfarben meist sehr ähnlich sind. Die als Allium senescens ‘Millenium’ angebotene Sorte ist wahrscheinlich eine Hybride mit Allium nutans. Sie hat kräftigeres, dunkelgrünes Laub, größere, meist intensiver gefärbte Blüten und eine längere Blütezeit als die Art Allium senescens. Die Art und alle Sorten können leicht kultiviert werden, sind aber ausgesprochen lichtbedürftig. Die umgebende Vegetation sollte möglichst lückig und niedrig sein, um den Ausdauernden Lauch nicht zu verschatten. Für eine gute Wahrnehmung sollte der Ausdauernde Lauch in großen Gruppen oder flächig verwendet werden. Er eignet sich auch zur Dachbegrünung.